# Microregiunea Sümeg
Microregiunea Sümeg (în maghiară Sümegi kistérség) a fost o microregiune statistică (kistérség) din județul Veszprém, Ungaria.
Cu o populație de 15.007 locuitori și o suprafață de 306,41 km2, aceasta a existat până în 2014, când în Ungaria, microregiunile ”kistérségek” au fost înlocuite de districte (járások).